# أماندا بوردن
أماندا بوردن (بالإنجليزية: Amanda Borden)‏ هي لاعبة جمباز فني أمريكية، ولدت في 10 مايو 1977 في سينسيناتي في الولايات المتحدة.

## وصلات خارجية
- أماندا بوردن على موقع الاتحاد الدولي للجمباز (biography) (الإنجليزية)
- أماندا بوردن على موقع اللجنة الأولمبية الدولية (الإنجليزية)
- أماندا بوردن على موقع أوليمبيديا (الإنجليزية)